# Certificats oficials de català
El sistema de certificats oficials de llengua catalana és un sistema que consta de diverses proves que, superades, acrediten un determinat nivell de català. Els certificats s'expedeixen a Catalunya, el País Valencià (on s'anomenen certificats de valencià) i a les Illes Balears i, tot i no ser exactament iguals, tenen la mateixa validesa en tots els territoris i estan homologats (és a dir, que, per exemple, el Certificat D de català i el Grau superior de valencià són equivalents)
L'únic requisit per efectuar aquestes proves és ser major de 16 anys. Els exàmens es convoquen una vegada cada any en diverses localitats i la possessió d'alguns certificats és obligatòria per alguns llocs de treball; per exemple, per ser professor d'institut a Catalunya cal el nivell C.

## Catalunya
Els programes de llengua catalana per a l'ensenyament d'adults de la Direcció General de Política Lingüística s'han elaborat a partir d'un enfocament comunicatiu de la llengua i s'han estructurat de manera que permetin organitzar i adaptar els continguts a diferents tipologies de cursos segons les necessitats pròpies de cada organització i dels seus destinataris.
Els programes segueixen els nivells establerts en el Marc europeu comú de referència per a les llengües i estan relacionats amb els certificats de llengua de la Direcció General de Política Lingüística.
Els nivells bàsic, elemental, intermedi i de suficiència estan distribuïts cadascun en tres graus de dificultat. A tots aquests nivells, i també a l'inicial, es descriuen els objectius generals i específics, i els continguts. Al nivell superior, a diferència dels altres, es descriuen el grau de competència que ha d'assolir l'aprenent i les capacitats que ha de desenvolupar. Així doncs:
- En el nivell inicial (A1) L'aprenent ha de ser capaç de comprendre i utilitzar expressions quotidianes i frases molt senzilles que li permetin satisfer les primeres necessitats comunicatives com ara presentar-se, presentar una tercera persona o formular i respondre preguntes sobre detalls personals. A més, l'aprenent ha de poder interactuar d'una manera senzilla, encara que necessiti que l'altra persona parli a poc a poc i amb claredat i estigui disposada a ajudar.

- En el nivell bàsic (A2) L'aprenent ha de ser capaç de comprendre i utilitzar oralment i per escrit les frases i expressions més usuals en situacions comunicatives bàsiques quotidianes que comportin un intercanvi d'informació directe sobre temes personals, familiars i habituals (informació personal i familiar, compres, geografia local, ocupació).

- En el nivell elemental (B1) L'aprenent ha de ser capaç de comunicar-se amb un cert grau d'autonomia en àmbits públics i professionals (feina, oci, compres, relacions socials,) que requereixen un domini més ampli de les habilitats orals i escrites. S'ha de poder expressar amb un llenguatge senzill que s'adapti a la situació comunicativa, encara que sigui sense la fluïdesa amb què ho faria amb la llengua materna.

- En el nivell intermedi (B2) L'aprenent ha de ser capaç d'afrontar un ventall força ampli de situacions comunicatives especialment de l'àmbit professional. S'ha de poder expressar sobre una àmplia gama de temes, en diferents registres i de manera prou precisa i fluida, i amb un grau de coherència, adequació i correcció acceptables.

- En el nivell de suficiència (C1) L'aprenent ha de ser capaç de comunicar-se oralment i per escrit de manera flexible i eficaç en les situacions comunicatives de caràcter formal usuals de l'àmbit social, acadèmic i professional. S'ha de poder expressar amb fluïdesa i espontaneïtat, i demostrar un ús controlat de les estructures organitzatives, connectors i mecanismes de cohesió.

- En el nivell superior (C2) L'aprenent ha de ser capaç de comprendre pràcticament tot el que llegeix o escolta i expressar-se oralment i per escrit amb naturalitat, fluïdesa i precisió en les situacions complexes de l'àmbit públic, acadèmic i professional, tot emprant un repertori lingüístic ampli sobre temes abstractes o tècnics i mostrant una bona capacitat d'adaptar el missatge a les necessitats de l'auditori i a la finalitat del discurs.

## Al País Valencià
Al País Valencià, l'acreditació lingüística és gestionada per la Junta Qualificadora de Coneixements de Valencià, adscrita a la Conselleria de Cultura i Esport de la Generalitat Valenciana. Els certificats d'acreditació de valencià es divideixen en coneixements generals i capacitació tècnica.

### Coneixements generals
- A2 - Coneixements orals
- B1 - Grau Elemental
- B2 - Intermedi (nou)
- C1 - Grau mitjà
- C2 - Grau superior

L'ordre 7 del 2017 homologà tots els certificats d'acreditació de competència lingüística en valencià del A1 emesos per les universitats públiques, les entitats locals i els centres de formació de persones adultes segons compleixen uns criteris determinats.

### Capacitació tècnica
- Llenguatge administratiu
- Correcció de textos
- Llenguatge als mitjans de comunicació

### Formacions per a l'ensenyament

#### Diploma de Mestre de Valencià
El Diploma de Mestre de Valencià és un document acreditatiu mitjançant el qual qui el té pot ensenyar en valencià i valencià en tots els nivells educatius no universitaris al País Valencià. Ha de tindre's conjuntament amb la titulació exigida per ensenyar segons el nivell que siga, a més a més del Certificat de Grau Mitjà de Valencià emés per la JQCV i el Certificat de capacitació per a l'ensenyament en valencià.

##### Obtenció
La certificació es pot obtindre tot aprovant dos cursos que la Conselleria d'Educació de la Generalitat Valenciana dona mitjançant els Cefires, així com mitjançant l'homologació de crèdits universitaris relacionats amb el català i la seua didàctica.

##### Regulació
El Diploma està regulat per les següents ordres:
- Ordre de 26 d'abril de 1988, de la Conselleria de Cultura, Educació i Ciència, per la qual es regula l'obtenció del Certificat de Capacitació o el Diploma de Mestre de Valencià en concloure els estudis en les Escoles Universitàries de Formació del Professorat (publicada al DOGV 824, de 13 de maig de 1988).
- Ordre de 24 de maig de 1995, de la Conselleria d'Educació i Ciència, per la qual es regula l'obtenció del Certificat de Capacitació o el Diploma de Mestre de Valencià dins dels estudis conduents a l'obtenció de les diferents titulacions universitàries (publicada al DOGV 2530, de 15 de juny de 1995).
- Ordre de 5 de febrer de 1997, de la Conselleria de Cultura, Educació i Ciència, per la qual es regula el Pla de Formació Lingüistico-Tècnica en Valencià del Professorat no Universitari, i l'obtenció de les titulacions necessàries per a l'ensenyament en valencià i de valencià en tots els nivells d'ensenyament no universitari.

#### Certificat per a la capacitació per a l'ensenyament en Valencià
Aquest certificat faculta al professorat per a l'ensenyament en valencià com a llengua vehicular en totes les ensenyances no universitàries regulades en la Llei Orgànica 2/2006, de 3 de maig - sempre que es tingan les altres condicions acadèmiques i administratives requerides per a impartir la docència. A més a més, aquest certificat es requisit mínim per a l'ensenyament en valencià en el País Valencià.

## Illes Balears
A les illes, el sistema de nivells és gestionat per la Junta Avaluadora de Català, dins la Direcció General de Política Lingüística del Govern de les Illes Balears.
Els certificats es divideixen en dues àrees de coneixements: generals i específics. A més, per als coneixements generals, els certificats emesos a partir de juny 2011 tindran cinc nivells seguint el marc europeu comú de referència per a les llengües. Davall es troben aquests nivells amb els nivells antics entre parèntesis.

### Coneixements generals
- A2 - nivell bàsic (antic A)
- B1 - nivell llindar
- B2 - nivell avançat (antic B)
- C1 - nivell de domini funcional efectiu (antic C)
- C2 - nivell de domini (antic D)

### Coneixements específics
- LA - llenguatge administratiu (antic E)

## A l'exterior
Fora dels territoris de parla catalana, l'Institut Ramon Llull convoca i administra els certificats de llengua catalana. Aquests certificats es corresponen al Marc europeu comú de referència per a les llengües i progressen en una escala de 5 nivells.

### Coneixements generals
- Nivell bàsic (A2)
- Nivell elemental (B1)
- Nivell intermedi (B2)
- Nivell de suficiència (C1)
- Nivell superior (C2)